# La toilette del mattino
La Toilette del mattino è uno degli ultimi quadri realizzati da Telemaco Signorini e raffigura il momento del risveglio in un bordello al centro di Firenze. Un'opera senz’altro impegnativa e di difficile comprensione, non solo per la dimensione del quadro, ma, soprattutto, per la scelta così voluta di mostrare un soggetto ritenuto difficile da accettare ancora in quegli anni. 

## Descrizione
La scena è ambientata in una casa di tolleranza sita in via dei Lontanmorti a Firenze.
La bellezza di questo quadro è dovuta alla capacità di Signorini di rappresentare con disinvoltura la scena, nel quale le ragazze compiono un gesto quotidiano, preparandosi e vestendosi dopo il risveglio mattutino.
Con questi temi Signorini si allontana dal tema dei paesaggi e si avvicina a una pittura più psicologica rivolta al ruolo dell'uomo all'interno della società come si osserva nella toilette del mattino, nel quadro Bagno penale a Portoferraio e nel quadro La sala delle agitate nell'ospizio di San Bonifacio. Signorini riesce a rappresentare una violenta realtà  mai vista prima.
Sapendo dello scandalo che avrebbe provocato, Signorini non ebbe mai l'audacia di inviare il quadro a un'esposizione e lo tenne nascosto nel suo studio, ma dopo la morte questo opera divenne una delle sue opere più significative. 
La toilette del mattino insieme a La sala delle agitate nell'ospizio di San Bonifacio e a Bagno penale a Portoferraio costituisce legittimamente un trittico naturalista-umanitario..